# Lluís Juncosa Alvarez de Sotomayor
Lluís Juncosa Alvarez de Sotomayor (1959, ciutat de Mallorca) és dibuixant, escriptor i editor de 10.000 humans. Entre 1983 i 1987 fa feina amb Antoni Amengual a J'SUIS DESOLÉ, taller de serigrafia. Col·labora a les revistes VOL 502, Metrònom, Lluc, L'ombra vessada, Las Nuevas Letras, La Luna, Latitud 39, Fenici, Pruaga, Nosotros Somos Los Muertos, Quimera, Como vacas mirando el tren, Coma, Esquerp. Ha fet exposicions individuals i col·lectives.